# Beuzeville-la-Guérard
Beuzeville-la-Guérard és un municipi francès situat al departament del Sena Marítim i a la regió de Normandia. L'any 2007 tenia 165 habitants.

## Demografia

### Població
El 2007 la població de fet de Beuzeville-la-Guérard era de 165 persones. Hi havia 68 famílies de les quals 16 eren unipersonals (16 dones vivint soles i 16 dones vivint soles), 24 parelles sense fills i 28 parelles amb fills.
La població ha evolucionat segons el següent gràfic:
Habitants censats

### Habitatges
El 2007 hi havia 84 habitatges, 67 eren l'habitatge principal de la família, 15 eren segones residències i 2 estaven desocupats. Tots els 81 habitatges eren cases. Dels 67 habitatges principals, 59 estaven ocupats pels seus propietaris, 6 estaven llogats i ocupats pels llogaters i 2 estaven cedits a títol gratuït; 1 tenia una cambra, 4 en tenien dues, 7 en tenien tres, 19 en tenien quatre i 36 en tenien cinc o més. 57 habitatges disposaven pel capbaix d'una plaça de pàrquing. A 29 habitatges hi havia un automòbil i a 33 n'hi havia dos o més.

### Piràmide de població
La piràmide de població per edats i sexe el 2009 era:
| Homes | Edats   | Dones |
| ----- | ------- | ----- |
| 0     | 95 o +  | 0     |
| 0     | 90 a 94 | 0     |
| 0     | 85 a 89 | 4     |
| 0     | 80 a 84 | 0     |
| 0     | 75 a 79 | 0     |
| 0     | 70 a 74 | 0     |
| 8     | 65 a 69 | 4     |
| 8     | 60 a 64 | 4     |
| 0     | 55 a 59 | 4     |
| 4     | 50 a 54 | 12    |
| 16    | 45 a 49 | 0     |
| 4     | 40 a 44 | 4     |
| 8     | 35 a 39 | 8     |
| 0     | 30 a 34 | 0     |
| 4     | 25 a 29 | 8     |
| 8     | 20 a 24 | 0     |
| 4     | 15 a 19 | 0     |
| 4     | 10 a 14 | 12    |
| 0     | 5 a 9   | 0     |
| 0     | 0 a 4   | 0     |

## Economia
El 2007 la població en edat de treballar era de 112 persones, 83 eren actives i 29 eren inactives. De les 83 persones actives 74 estaven ocupades (45 homes i 29 dones) i 9 estaven aturades (2 homes i 7 dones). De les 29 persones inactives 10 estaven jubilades, 12 estaven estudiant i 7 estaven classificades com a «altres inactius».

### Ingressos
El 2009 a Beuzeville-la-Guérard hi havia 70 unitats fiscals que integraven 196 persones, la mediana anual d'ingressos fiscals per persona era de 17.119 €.

### Activitats econòmiques
L'any 2000 a Beuzeville-la-Guérard hi havia 5 explotacions agrícoles.

## Equipaments sanitaris i escolars
El 2009 hi havia una escola elemental integrada dins d'un grup escolar amb les comunes properes formant una escola dispersa.

## Poblacions més properes
El següent diagrama mostra les poblacions més properes.